# Calle Plateros
La Calle Plateros es una calle ubicada en la zona monumental de la ciudad del Cusco, Perú. Junto con la Calle Saphy y la Avenida El Sol sigue el trayecto del río Saphy que cruza el centro mismo de la ciudad de noroeste a sureste y que fuera canalizado inicialmente durante el imperio Inca y cubierto totalmente a inicios del siglo XX.

## Historia
El río Saphy tiene una gran importancia en el desarrollo de la ciudad del Cusco ya que cruza la misma y, a su vera, se construyeron importantes palacios. Los incas utilizaron este río como límite suroeste del centro de la ciudad dedicado a los palacios de la realeza incaica y lo canalizaron a la par que establecieron puentes que unan ambas orillas. Así, el palacio del inca Pachacuteq denominado Qasana se ubicaba en lo que es hoy la intersección de la calle Plateros con el Portal de Panes de la actual Plaza de Armas. Durante la colonia, el Cabildo del Cusco dispuso mejorar la canalización del río para la construcción de inmuebles a la vera del río como la Casa de Illán Suárez de Carbajal. En efecto, en 1555, el corregidor del Cusco, Sebastián Garcilaso de la Vega autorizó la construcción de edificios en medio del Huacaypata generando de esa manera las manzanas ubicadas actualmente entre las calles Espaderos, Del medio, Mantas, Heladeros y Espinar así como las actuales Plazas de Armas, Regocijo, Espinar y el actual Hotel de Turistas bajo los cuales transcurre el río.
La actual calle fue establecida en el siglo XX cuando entre 1922 y 1927 se procedió a culminar la canalización del río en este sector. 
Desde 1972 la vía forma parte de la Zona Monumental del Cusco declarada como Monumento Histórico del Perú. Asimismo, en 1983 al ser parte del casco histórico de la ciudad del Cusco, forma parte de la zona central declarada por la UNESCO como Patrimonio Cultural de la Humanidad. y en el 2014, al formar parte de la red vial del Tawantinsuyo volvió a ser declarada como patrimonio de la humanidad.

#### Libros y publicaciones
- Angles Vargas, Víctor (1988). Historia del Cusco Incaico Tomo I. Lima: Industrialgráfica S.A.
- Angles Vargas, Víctor (1983). Historia del Cusco Cusco Colonial Tomo II Libro Segundo. Lima: Industrialgrafica S.A.
- Coronado Esquivel, Jessica; Apaza Callañaupa, Roel (2017). «La modernización de la ciudad y su salubridad: la canalización del Cusco a principios del siglo XX». Summa Humanitatis 9 (1). Consultado el 7 de octubre de 2019.

- Datos: Q70114795
- Multimedia: Calle Plateros / Q70114795